# 樓亦文
樓亦文（？—？），字以文。浙江省餘姚縣人，民國37年（1948年）在廣西省選區當選第一屆立法委員。

## 生平[2]
- 北平女子師範大學畢業，留學法國[3]
- 全國學總北京代表[4]
- 民國20年4月20日，在杭州與黃研真結為夫婦
- 民國38年，當選立法委員，曾出席第一屆第一會期教育文化委員會、社會委員會、法制委員會
- 1951年，第五第六兩會期均未出席，經立法院會議決議視為辭職，註銷樓亦文名籍[5][6]

## 個人著作
- 「獎勵生育與智識婦女」，《婦女月刊》1卷2期
- 「從戰時兒童的損失說到兒童保育」，《婦女月刊》1卷6期
- 「為農村婦女呼籲『是良心的主張，非無病而呻吟』！」，《婦女月刊》3卷1期
- 「由三青團擴充女團員說到促進女權與婦女的政治修養」，《婦女月刊》3卷2期
- 「廣西婦女」，《婦女月刊》5卷4期